# Стенографическая машина
Стенографическая машина (стенографическая машинка, стенотипическая машина, стенотайп от англ. stenotype) — вид пишущей машинки для стенографирования. Стенотипия — печать текста на стенографической машине (соответствует термину машинопись для печати на пишущей машинке).
У стенографической машины несколько особенностей:
- аккордовая клавиатура: клавиши выполняются из гладкого прочного материала и обычно не имеют буквенных обозначений;
- результат набора — узкая бумажная лента, на которой один аккорд размещается на одной строке;
- количество клавиш у машинки значительно меньше, чем букв в алфавите, поэтому некоторые буквы обозначаются сочетаниями нескольких других букв;
- для каждого варианта машинки должны существовать простые, логичные и удобные правила стенографирования слов.

Следует различать проблему создания машины, выбор раскладки клавиатуры для машины и создание правил сокращения слов для данного языка. Для того, чтобы стенографическая машина стала использоваться профессионалами, изобретатель должен был более или менее удачно решить все три проблемы. Поскольку это довольно сложно было сделать, количество попыток и изобретений измеряется многими десятками.
В настоящий момент существует три вида стенографических машин: машина Уа́рда Сто́уна И́рланда, которая легко определяется по четырём клавишам в нижнем ряду клавиатуры; машина Марка Гранджи́на, клавиатура которой отличается осевой симметрией  и характерным изломом; и машина профессора Антонио Мике́ла Зу́кко, которая имеет рояльную клавиатуру и похожа на маленький клавесин.
Несмотря на то, что стенографические машины имеют определённую национальную привязку, их можно использовать для стенографии на других языках, сменив раскладку. Например в Испании, где нет своей «национальной» модели стенографической машины, используются и конкурируют друг с другом машины Ирланда и Гранджина.
Совокупность правил сокращения слов для данной стенографической машины и данного языка называется методом стенотипии. Для одной и той же модели машины и языка таких методов может быть несколько. Кроме того, стенографист вправе использовать свои сокращения в работе, вырабатывая в конечном итоге свой собственный метод.
В конце 1970-х годов появились первые прототипы электронных стенографических машинок, в которых с помощью специального программного обеспечения «на лету» выполнялась расшифровка стенограммы. Дальнейшее развитие привело к аппаратам с небольшими экранами, встроенной и/или внешней памятью, вшитыми словарями для расшифровки и, естественно, возможностью прямой связи с компьютером. Если к началу 60-х в США стенотипия целиком вытеснила ручную стенографию, то к началу тысячелетия электронная стенотипия вытеснила механическую.
Стенографические машины имеют довольно высокую цену, значительно превышающую стоимость персонального компьютера. Это можно объяснить несколькими причинами. Во-первых, эффектом масштаба, поскольку количество потребителей этого товара значительно меньше, чем число владельцев персональных компьютеров. Во-вторых, высоким качеством и надёжностью стенографических машин, поскольку они используются в основном профессионалами и на ответственных работах, где поломки недопустимы. И в-третьих, тем, что для своих владельцев стенографические машины обычно являются средством труда, а покупка их является инвестицией, следовательно покупатель может потратить на стенографическую машину несколько больше, чем на какое-нибудь устройство для развлечения и отдыха, в расчёте на будущие доходы. В ответ на дороговизну появляются проекты по созданию недорогих приспособлений и бесплатного программного обеспечения для занятия стенографией.

## История стенотипии
История стенографических машин начинается в 1827 году во Франции, где в городе Клермон-Ферран профессор колледжа Де Клермон, преподаватель латыни, греческого, риторики, механики и космографии, а также библиотекарь Оверни Бенуа Гонод изобретает первый из известных нам вариантов подобных приспособлений. Нужно отметить, что весь XIX век был ознаменован всплеском изобретений различных письменных принадлежностей. Бо́льшая часть всех этих прототипов никогда не была востребована, и сейчас представляет интерес только для историков техники. Та же участь постигла и машину Гонода: автор выступил с докладом о ней в Академии города, после чего машина была забыта.
В Германии в начале 1820-х годах барон Карл Дрез создаёт модель 25-клавишной пишущей машинки для своего слепнувшего отца. К 1827 году необходимость в машинке отпала и Дрез переделывает её в 16-клавишную стенографическую машину. Так же как и изобретение Гонода, вариант Дреза не получил распространения.
Примерно в то же время, что и Дрез, итальянский изобретатель Пье́тро Ко́нти решает создать машину, которая будет «в состоянии идти в ногу со словами говорящего». Спустя несколько лет он бежит с возлюбленной из родной Чилавеньи в Париж, где 10 августа 1827 года в стенах Академии представляет два аппарата собственной конструкции — тахеограф (итал. tacheografo) и тахеотип (итал. tacheotipo). В связи с утерей документов непонятно, чем одна машина отличалась от другой. В любом случае изобретения Конти успеха не имели.
Однако они вдохновили других изобретателей. В 1831 году представил свою машину итальянский философ, писатель, полиглот и изобретатель Селести́но Га́лли.

## Англоязычная стенотипия
Стенотипия в англоговорящих странах является наиболее развитой, что связано с успехами механизации стенографии в первую очередь в США. Здесь родоначальником метода считают Майлса Барто́ломью, который в 1877 году изобрёл, а в 1879 усовершенствовал и получил патент на свою стенографическую машину.

### Машина Бартоломью
Формально это была 10-клавишная модель, где каждый палец обеих рук становился на своё постоянное место. Реально же (как видно на чертеже) рычаги клавиш попарно соединялись — пятый справа с пятым слева, четвёртый с четвёртым, и т. д. — и модель де-факто получалась 5-клавишной. При нажатии клавиши на узкой бумажной ленте оставался след — в ранних моделях чернильный штрих, а позже просто выдавленное углубление. Всего в строку на ленте убиралось 5 штрихов (углублений). Каждая буква алфавита (а также некоторые сочетания букв) кодировалась системой «штрих-пропуск». Например, если штрих обозначить литерой «-», а пропуск (отсутствие штриха) — «⎵», то латинская буква «A» обозначалась сочетанием «–⎵–––», «B» — «–⎵⎵⎵–», «C» — «⎵⎵–⎵–» и т. д.
Для того, чтобы начать работать на машинке Бартоломью, пользователь должен был установить пальцы на клавиатуру, а затем, каждый раз меняя ударную руку, нажимать соответствующие «аккорды», печатая букву за буквой. Ускорение печати по сравнению с пишущей машинкой достигалось благодаря тому, что не надо было менять положение рук, а также из-за возможности подготовить нажатие следующей буквы, ещё печатая предыдущую. Это последнее умение считалось ключевым. Кроме того изобретатель предполагал использование машины профессионалами (как и сам был профессиональным стенографом), что означало применение принятой в рукописной стенографии системы сокращений. В результате на запись одного слова требовалось 2—3 «аккорда».
Машина Бартоломью нашла как своих сторонников, так и противников. Первые утверждали, что она изменяет фокус внимания стенографиста, сдвигая его с бумаги на лицо говорящего (что может быть важно для судебных секретарей). Противники же пеняли на то, что за один аккорд машинка записывает только одну букву (не утверждая, однако, что скорость машинной стенографии при этом становится ниже ручной). В общем, машина Бартоломью имела свой скромный успех. Коллекционеры утверждают, что общее количество всех моделей (у которых была сквозная нумерация) не превышает 4000. В источниках можно встретить сообщения, что и через 60 лет после изобретения (в 1937 году) машинки ещё использовались судебными секретарями. Однако Стенограф Бартоломью имел свои недостатки, которые взялся исправлять Джордж Керр Андерсон.

### Машина Ирланда
Приведём пример. На сдвоенном изображении (левое в паре) представлена раскладка клавиатуры современной английской стенографической машинки. Видно, что буква «B» находится в правой части клавиатуры (относительно центральной клавиши). Следовательно, если эта буква в очередном слове будет в его конце, то её можно застенографировать с помощью собственного символа. Но если «B» идёт в начале слова, то пришлось бы делить его на два аккорда: в первом нажимать только литер «B», а в следующем пытаться зашифровать оставшуюся часть. Это не рационально, поэтому букву «B» в начале слова передают сочетанием двух литеров — «PW». Таких условностей много: «D» в начале слова заменяется на «TK», «K» в конце слова заменяется на «BG», «J» в начале слова шифруется аккордом «SKWR», а в конце слова «PBLG».Общий свод всех подобных правил является основой метода стенотипии. Для английского языка распространённых методов сейчас существует три: StenEd Theory, Phoenix Theory и Magnum Steno Theory.
Экипированный машинкой и знающий один из методов работы, стенографист (или стенотипист) может работать со значительными скоростями диктовки английских текстов. Стандартные тесты для североамериканских судебных секретарей и операторов синхронных субтитров требуют очень высокой точности набора при скоростях 180, 200 и 225 слов в минуту (что соответствует скоростям английской речи). Рекорд зарегистрированный Официальной калифорнийской ассоциацией судебных секретарей составляет 375 слов в минуту.

### Клавиатуры StenoKeyboards
С 2021 года на краудфандинговой платформе Kickstarter калифорнийская специализированная фирма по разработке стенотипических клавиатур StenoKeyboardsпредставила три проекта как для печати на английском, в том числе для начинающих, так и многоязычной. Их разработка The Asterisk представляет собой минималистичную сенсорную компьютерную клавиатуру со свободно доступным программным обеспечением Plover, которое позволяет быстро набирать текст и на обычной клавиатуре с изменённой раскладкой. The Uni — механическая клавиатура для скоростной печати.
Стенотипия распространена почти во всех англоговорящих странах.

## Стенотипия на других языках
Неанглоязычная стенотипия имеет гораздо более скромные результаты. Несмотря на то, что первая стенографическая машинка была изобретена французом Бенуа Гонодом в 1827 году, это не имело сколько-нибудь значимого продолжения. Следующая попытка, более удачная, была предпринята Марком Гранджином в 1909 году. В 1923 году совместно с женой он организовал фирму, которая существует до сих пор, однако такого успеха как в США его изобретение не имело. В числе причин указывается орфографическая сложность французского языка.
Итальянский язык орфографически прост. В течение пятидесяти лет после Бенуа Гонода в Италии было три неудачные попытки создать популярную стенографическую машинку, пока четвёртая не увенчалась успехом в 1878 году. Профессор Антонио Микела Зукко представил на Всемирной выставке в Париже свою «машину Микела» (и метод стенографирования). Главная отличительная черта машины Мике́ла — рояльная клавиатура. Двумя годами позже эту стенографическую машинку удачно представили в итальянском Парламенте и Сенате. В результате вплоть до наших времён, то есть более 100 лет, в Сенате Италии используется машина и метод Микела. За столетие стенографисты хорошо отработали правила быстрого письма, поэтому на равных конкурируют с машинками других систем на различных международных соревнованиях.
Кроме метода Микела в Италии существовало ещё два других — метод Мела́ни, основанный на клавиатуре Ирланда и метод Горна́ти, основанный на 50-клавишной клавиатуре. После того, как фирма Оливетти прекратила выпуск стенографических терминалов, метод Горнати постепенно ушёл в прошлое. Машинки, работающие на методе Мелани активно выпускаются и составляют конкуренцию методу Микела. Они также внедряются в других странах.
Несмотря на значительную историю, стенотипия в Италии была мало популярна. Случай с Сенатом был исключением, подтверждающим правило. Попытка внедрения стенотипии на основе машинки Гранджина в 1960-х провалилась. И только через век после изобретения машины Микела, в 1978 году, комиссия по реформе уголовно-процессуального законодательства Италии, побывав на экскурсии в США и впечатлившись масштабами и результатами применения стенотипии, внесла соответствующие поправки в законодательство. К 1980 году профессор Марчелло Мелани из Флоренции разработал одноимённый метод стенографирования на машинке Ирланда. Только после этого, подгоняемая с одной стороны законом, а с другой развитием видеоэлектроники и компьютерных технологий, стенотипия получила заметное развитие в Италии.
В Испании идёт конкурентная борьба между машинками Ирланда и Гранджина. Первые используются в Министерстве юстиции Испании и, соответственно, судах. Вторые работают в Конгрессе депутатов, Сенате, Ассамблее Мадрида, Городском совете Мадрида и других учреждениях.

### Комментарии
1. ↑  Строго говоря, следует применять термин «клавиатура Ирланда», так как внутреннее устройство стенографических машин уже давно не имеет ничего общего с представителями первых выпусков[6].
2. ↑  У машины Гранджина два ряда по пять клавиш в каждую сторону от центральной.
3. ↑  Машина Ирланда изобретена в Америке, Гранджин работал во Франции, а машина Микела используется в основном в Италии.
4. ↑  Так в США на данный момент существует три распространённых метода стенотипии[7].
5. ↑  Например, метод Magnum Steno Theory был разработан стенографистом Марком Тодом Кислингбери[8].
6. ↑  Десять лет перед этим в судах Америки параллельно существовали практики ручной стенографической записи протоколов и стенотипии[11].
7. ↑  Посмотреть запись скринкаста работы на электронной стенографической машинке можно на странице сайта Ассоциации судебных секретарей Калифорнии[12].
8. ↑  Например, стоимость машин фирмы Stenograph в США составляет от 1595 $ (модель для студентов)[13] до 5295 $[14].
9. ↑  Можно привести в качестве примера Open Steno Project[15] или Plover[англ.].
10. ↑  В 1802 году — создана пишущая машинка в Италии[17]; 1821 год — Карл Дрез изобретает пишущую машину в Германии[18], которую потом переделывает в 16-клавишную стенотипическую машину[19]; 1823 год — изобретена новая модель пишущей машинки в Италии; 1827 год — создана стенотипическая машина во Франции[16]; 1831 год — изобретена очередная стенотипическая машина в Италии; и так в течение более чем ста лет.
11. ↑  Дрез создал свою пишущую машину около 1821 года, но превратил её в стенотайп только в 1827. Конти сконструировал тахеограф в 1823 году, но представил его научному сообществу в том же 1827[21].
12. ↑  Следующее усовершенствование было сделано в 1882 году[27]. В некоторых источниках указана, по-видимому, ошибочная дата — 1884 год[28].
13. ↑  С тем, как это выглядело реально, можно познакомиться в достаточных подробностях, зайдя, например, на сайт коллекционера Мартина Ховарда, 1999—2016. На странице «Stenograph 1 - first form» в подразделе «Period Advertisement» есть фото аутентичного алфавита и примера бумажной ленты со штриховой шифровкой.
14. ↑  Обучение стенографии сводится к двум основным аспектам: умению точно записывать стенографический знак (то есть без посторонних «завитков») и правильному использованию системы сокращений. В этой ситуации стенографическая машина полностью снимает первую проблему — перепутать или не понять обозначения букв становится невозможным.
15. ↑  Отдельно следует отметить, что модели, на которых использовалось продавливание углублений на бумажной ленте, позволяли людям с ограничениями по зрению получать уважаемую и хорошо оплачиваемую работу.
16. ↑  Машинка Уарда Стоуна Ирланда. Эта раскладка клавиатуры является самой популярной в мире. Легко определяется с первого взгляда по четырём клавишам в нижнем ряду. Вторая по популярности — раскладка (или клавиатура) Гранджина — встречается значительно реже и отличается осевой симметрией: два ряда по пять клавиш в каждую сторону от центральной.
17. ↑  Которой вообще нет на клавиатуре
18. ↑  В рамках энциклопедической статьи нет возможности рассмотреть различия между методами, но интересующихся можно адресовать на страницу англоязычного сайта Phoenix Theory, посвящённую различным «теориям»[7].
19. ↑  Или «субтитров по требованию», или скрытых субтитров. В английском языке считается важным отметить, видны ли субтитры всем или только тем, кто вызвал соответствующие настройки. При этом, когда говорится об операторах субтитров по требованию, имеется в виду именно синхронное сопровождение видеоряда, что, естественно, требует применения стенографирования.
20. ↑  Всё сказанное касается русского языка. В английском языке скорость речи определяется значениями 180, 200 и 225 слов в минуту. Соответственно меняются и требования к стенографированию. Можно сказать, что стенографисты на английском работают близко к пределу физических возможностей[36].
21. ↑  Создатель метода «Magnum Steno Theory» Марк Тод Кислингбери попал в книгу рекордов Гинесса с результатом 360 слов в минуту при точности 97,23%. Для этого ему пришлось делать 4,8 аккорда в секунду, тратя в среднем 0,8 аккорда на написание одного слова[8].
22. ↑  И даже завоёвывают призовые места, например в 1995 году в Амстердаме[44].
23. ↑  Вид машины Микела слегка изменился со времени позапрошлого века. Теперь она напоминает не маленький клавесин, а разломанный пополам синтезатор.
24. ↑  Эта клавиатура является модификацией клавиатуры Ирланда[45].
25. ↑  В странах с простой орфографией письма — в Испании, Португалии, Греции, Израиле и России[46].

### Сноски
1. ↑  Большая Советская энциклопедия, 1969—1978, Определение стенографической машины: «… Стенографическая машина… [—] пишущая машина для стенографии…».
2. ↑  Энциклопедия Техники, Определение стенографической машины: «Стенографическая машина — пишущая машина, имеющая некоторые конструктивные особенности, предназначенные для машинной стенографии».
3. ↑  Словарь Ушакова, Определение стенотипии: «… Стенотипия…[ —] Письмо на особой, стенографической пишущей машинке, печатающей слогами и целыми словами…».
4. ↑  Толковый словарь Ефремовой, Определение стенотипии: «… [Стенотипия —] Запись устной речи на стенографической машинке…».
5. ↑  Стенотипия в библиотеке Флоренции, Определение термина: «… Sistema di scrittura veloce realizzato per mezzo di speciali macchine utilizzando lettere alfabetiche o segni stenografici, che vengono impressi su una striscia di carta…».
6. ↑  Stenograph, 2016, Фирма Stenograph L.L.C для своих моделей использовала только клавиатуру машины Ирланда, с. History of Writing Machines: «… Since then, Stenograph has only used the Ireland keyboard…».
7. 1 2  Метод стенотипии Феникс, О различных методах стенотипии.
8. 1 2  Метод Magnum Steno, Информация о рекорде Марка Кислингбери.
9. ↑  История стенотипии, Информация о начале компьютеризации стенотипии: «… Alla fine degli anni 70 fu realizzato il primo prototipo di macchina elettronica che, con l’aiuto di uno speciale software, il CAT (Computer Aided Transcription), diede avvio all’era informatica anche per la macchina per stenografare…».
10. ↑  История стенотипии, Замечание о замене стенографии стенотипией: «… nel 1910 ottenne il brevetto… e nel giro di una cinquantina di anni la stenotipia negli USA soppiantò la stenografia…».
11. ↑  Esteno Chile, Замечание о переходе со стенографии на стенотипию в США: «… Entre 1950 y 1960, en los tribunales norteamericanos convivieron los dos sistemas: taquigrafía y Estenotipia…».
12. ↑  Ассоциация судебных секретарей, Скринкаст электронной стенографии в подразделе «Real-Time Steno».
13. ↑  Stenograph, 2016, Модельный ряд Wave, с. Writers.
14. ↑  Stenograph, 2016, Модельный ряд Luminex, с. Writers.
15. ↑  The Open Steno Project, Официальный сайт The Open Steno Project.
16. 1 2  Сайт Оверни, Краткая биографическая информация о Бенуа Гоноде.
17. ↑  Museo Scrivevo, Об изобретении пишущей машинки в Италии: «… Agostino Fantoni l'invenzione di una macchina da scrivere già nel 1802 per la sorella Anna Carolina che era diventata cieca…».
18. 1 2  Биография Карла Дреза, 2010, Глава о пишущей и стенографической машине.
19. 1 2  Дрез-маршрут по Манхейму, В разделе «Sternwarte» — Обсерватория: «… Nach seiner Rückkehr nach Mannheim im Jahre 1827 baute er seine Schnellschreibmaschine, eine Stenomaschine für 16 Zeichen…».
20. ↑  История стенотипии: «… La prima macchina per stenotipia, con annesso sistema… [и далее до конца абзаца]».
21. ↑  История пишущих машин, Сообщение о тахеографе: «… Nel 1823 Pietro Conti costruì il Tachigrafo, prima scrivente a tasti e leve…».
22. ↑  Итальянская энциклопедия и разговорный словарь, 1838—1853, Статья о профессии наборщика, в конце которой упоминаются изобретения Конти, p. 446: «… Ne si deve tacere, per debito di giustizia, che fino dal 1827 un nostro valente ingegnere, Pietro Conti, di Cilavegna, in Piemonte,… [и далее]».
23. ↑  Итальянская энциклопедия и разговорный словарь, 1838—1853, Статья Тахеограф начинается со слов: «Тахеограф или тахеотип…», подразумевая, что это синонимы, p. 963.
24. ↑  Gianfrancesco Rambelli, 1844, Из письма, посвящённого стенографии, p. 151: «… Come il trovato del Conti nacque in celebre capitale di straniera nazione, così quello di Celestino Galli di Carrù nel Piemonte venne escogitato e praticato in Londra ov’ egli è insegnatore di più lingue… [и далее по тексту]».
25. ↑  История стенотипии, О предшественниках Микела: «… In Italia precursori furono Celestino Galli (1831), Luigi Lamonica (1867), Isidoro Maggi (1871)…».
26. ↑  US Patent 215,554, 1879, Патент Бартоломью на усовершенствованную машину.
27. ↑  US Patent 255,910, 1882, Следующий вариант стенографической машины Бартоломью.
28. ↑  Stenograph, 2016, p. History of Writing Machines: «… Improvements were later made to the machine and patents were obtained for it in 1879 and 1884…».
29. ↑  Darryl Rehr, 1991, Предпоследний абзац в правом столбце, p. 3: «… In practice, the user is intended to form one letter at a time… [и далее до конца абзаца]».
30. ↑  Darryl Rehr, 1991, Правый столбец, цитата, p. 4: «… Is the Stenograph a failure? Most emphatically no… [и далее до конца цитаты]».
31. ↑  Darryl Rehr, 1991, Левый столбец, цитата, p. 4: «… Here, only a single letter is represented at a time, while the stenographer represents from one letter up to seven… [и далее до конца цитаты]».
32. ↑  Darryl Rehr, 1991, Левый столбец, предпоследний абзац, p. 5: «… Serial numbers for Stenographs run into the 4000’s, indicating a moderate popularity for the machine…».
33. ↑  Stenograph, 2016, p. History of Writing Machines: «…  It… was used as late as 1937 by official reporters…».
34. ↑  Ассоциация судебных секретарей, Основы профессии секретаря суда.
35. ↑  Субтитры по требованию, В большинстве штатов США секретарям судов надо пройти тест на скорости 180, 200 и 225 слов в минуту: «… Most states require court reporters to pass test in 180,200, and 225 wpm…».
36. ↑  Субтитры по требованию, Замечания о скорости английской речи: «… The typical spoken word is between 180 and 200 wpm, and often it is 225 wpm…».
37. ↑  Ассоциация судебных секретарей: «…  the present official record being 375 words a minute…».
38. 1 2  Колесников, Павел. Краудфандинг покоряет необычная клавиатура, позволяющая каждому научиться скоростной печати. Hi-Tech Mail.ru (6 января 2024). Дата обращения: 7 января 2024. Архивировано 7 января 2024 года.
39. ↑  StenoKeyboards. The Asterisk: Steno Keyboard For Beginners  Learn to type 200 wpm through the mesmerizing art of stenography (англ.). Дата обращения: 7 января 2024. Архивировано 7 января 2024 года.
40. ↑  StenoKeyboards. Polyglot Keyboard  Type faster with stenography (англ.). Kickstarter. Дата обращения: 7 января 2024. Архивировано 7 января 2024 года.
41. ↑  StenoKeyboards. The Uni  The mechanical keyboard for stenography. Type faster. (англ.). Kickstarter. Дата обращения: 7 января 2024. Архивировано 7 января 2024 года.
42. ↑  История стенотипии, В настоящее время стенографическая машинка широко используется в США и почти всех англоговорящих странах: «… Attualmente la macchina Stenograph viene usata diffusamente negli USA e in quasi tutti i paesi di lingua inglese…».
43. ↑  История стенотипии, О машинке Марка Гранджина: «In Francia, intorno al 1920, Marc Grandjean inventò la macchina e il metodo omonimo, ma non ebbe lo stesso successo della macchina americana».
44. ↑  Метод Микела, О победе на соревнованиях в Амстердаме: «… Proprio l’anno scorso un michelista ha conquistato il titolo di campione mondiale di stenografia a macchina (Amsterdam – Campionati Mondiali Intersteno 1995) e sono innumerevoli i successi riportati negli ultimi dieci anni…».
45. ↑  Музей ИТЭТ, Италия, Страница, посвященная стенографической машинке, работающей на методе Горнати.
46. ↑  Компьютеризированная стенотипия, О применении метода Мелани в мире, с. 3.
47. ↑  История стенотипии, О внедрении машинки Гранджина в Италии: «… Negli anni sessanta fu tentata la divulgazione anche in Italia, ma il tentativo fallì…».
48. ↑  История стенотипии, Новые времена в истории стенотипии в Италии: «… In Italia, la grande diffusione e la lunga e positiva esperienza della stenotipia nei tribunali americani, indusse, nel 1978, la Commissione Ministeriale italiana… [и далее].».